# 2013 NM24
2013 NM24 est un transneptunien faisant partie cubewanos. Il pourrait mesurer environ 240 km de diamètre.